# Marisa (film)

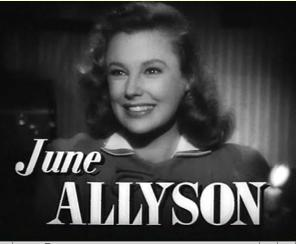
June Allyson nei titoli di testa del film

Marisa (Music for Millions) è un film del 1944 diretto da Henry Koster.